# Realore Studios
Realore (До цього була Realore Studios) - литовський розробник і видавець казуальних ігор для ПК, Mac, iPad, iPhone, Android та інших платформ. Серед найбільш успішних проектів компанії можна виділити такі ігри, як Divine Academy, Farm Up, Jet Trains, Jane's Hotel, Dress up Rush, Jane's Zoo, Turtle Odyssey, Roads of Rome,  All My Gods, Island Tribe, Viking Saga, Turtle Odyssey, Farm Mania і Nothern Tale. Крім того, Realore постійно співпрацює з розробниками в галузі продюсування ігор. Головний офіс компанії розташований в Клайпеді.

## Історія
Після тривалої роботи в компанії К-Д ЛАБ частина складу розробників відокремилася і заснувала в 2002 році фірму Realore. В цьому ж році був зареєстрований і сайт компанії. З самого початку було прийнято рішення, що студія буде займатися розробкою умовно-безкоштовних казуальних ігор. Через слабку розвиненість ринку подібних ігор в Росії на 2002 рік, країни Європи та Америки стали основними ринками збуту. Першим продуктом Realore стала гоночна гра Tiny Cars. Отримавши відмінну реакцію як російської, так і західної ігрової преси, Tiny Cars привернули увагу гравців до нової компанії-розробнику. Наступні за Tiny Cars, Bubble Ice Age та Aqua Bubble розвинули успіх Realore.

## Казуальні ігри наПК
У 2004 році світ побачив проект Turtle Odyssey. Новий платформер від Realore увійшов в списки десяти найбільш популярних ігор на Real Arcade і інших великих ігрових порталах. Наступним хітом після Turtle Odyssey і вслід за нею сіквелів стала гра Jane's Hotel (2007 рік), що поклала початок цілої серії ігор про молоду дівчину-підприємця Джейн. У 2008 році вийшла тайм-менеджмент гра Farm Mania. У 2010 світло побачили Roads of Rome - гра, довгий час займала вершини найбільших ігрових порталів, орієнтованих на казуальний ринок. Сиквел Roads os Rome отримав престижну нагороду GameHouse Great Game Awards 2011 в номінації Краща Стратегічна Гра Року. Успіх Roads of Rome спричинив за собою запуск декількох серій ігор в жанрі resource-management: Island Tribe, Nothern Tale, Viking Saga, When in Rome. Розвиваючи успіх своїх казуальних стратегій, Realore випустив All My Gods, Напівбоги, а також гібрид стратегії і рольової гри Adelantado Trilogy.

## Мобільний напрямок
Починаючи з 2010 року, Realore виходить на мобільний ринок. Робота компанії ведеться в двох напрямках. Перше - перевидання найуспішніших ігор компанії на всіх сучасних мобільних платформах, включаючи IOS, Android і Windows 8. Друге - розробка і видання ігор, спочатку спроектованих для того, щоб бути випущеними на смартфонах. Першою грою, розробленої спеціально для мобільних телефонів, стала Farm UP. Дія цього симулятора ферми відбувається в Америці часів 20-х років 20-го століття. За Farm UP пішла Jet Trains - гоночна гра, в якій гравці управляють поїздами, обладнаними реактивними двигунами. В даний час всередині компанії ведеться розробка відразу декількох мобільних проектів. У вересні 2014 року пройшов бета тест сіті-білдера Divine Academy, запуск якого запланований на січень-лютий 2015 року (зараз гра доступна на IOS, Android, Windows Phone= в Новій Зеландії, Сінгапурі та Австралії). В середині грудня стартує бета тест мідкор стратегії Warhunger, а в січні - стратегії Flying Empire і puzzle-match3 - Happy Thoughts.